# Kurt Hensel
Kurt Wilhelm Sebastian Hensel (29 tháng 12 năm 1861 – 1 tháng 6 năm 1941) là một nhà toán học người Đức được sinh ra ở Königsberg.

## Cuộc đời và sự nghiệp
Hensel sinh ra ở Königsberg, Đông Phổ (nay là Kaliningrad, Nga), là con trai của Julia (nhũ danh Adelson) và chủ đất kiêm doanh nhân Sebastian Hensel. Ông đồng thời là anh trai của nhà triết gia Paul Hensel. Ông bà nội của Kurt và Paul là họa sĩ Wilhelm Hensel và nhà soạn nhạc Fanny Mendelssohn. Fanny là em gái của Felix Mendelssohn Bartholdy, con gái của Abraham Mendelssohn Bartholdy, và là cháu gái của triết gia Moses Mendelssohn, và doanh nhân Daniel Itzig. Cả bà nội và mẹ của Hensel đều có nguồn gốc từ các gia đình Do Thái đã cải đạo sang Cơ đốc giáo.
Hensel học toán tại Berlin và Bonn, dưới sự chỉ đạo của hai nhà toán học Leopold Kronecker và Karl Weierstrass.
Sau này trong cuộc đời ông, Hensel trở thành giáo sư tại Đại học Marburg cho đến năm 1930. Ông cũng là một biên tập viên của Tạp chí toán học Crelle. Ông đã biên tập lại năm tập sách của Leopold Kronecker.
Hensel được biết đến cho việc giới thiệu các số p-adic, được ông mô tả lần đầu tiên vào năm 1897, chúng ngày càng trở nên quan trọng hơn trong lý thuyết số cũng như các lĩnh vực khác trong thế kỷ hai mươi.

## Ấn phẩm
- Theorie der algebraischen Funktionen einer Variabeln und ihre Anwendung auf algebraische Kurven und Abelsche Integrale (zus. Mit Georg Landsberg) Teubner, Leipzig 1902
- Theorie der algebraischen Zahlen Teubner, Leipzig 1908 [3]
- Zahlentheorie Göschen, Berlin 1913 [4]
- Gedächtnisrede auf Ernst Eduard Kummer zu món tráng miệng 100. Geburtstag [5]
- Über eine neue Begründung der Theorie der algebraischen Zahlen, Jahresbericht DMV, Band 6, 1899